# Osłona przejrzysta

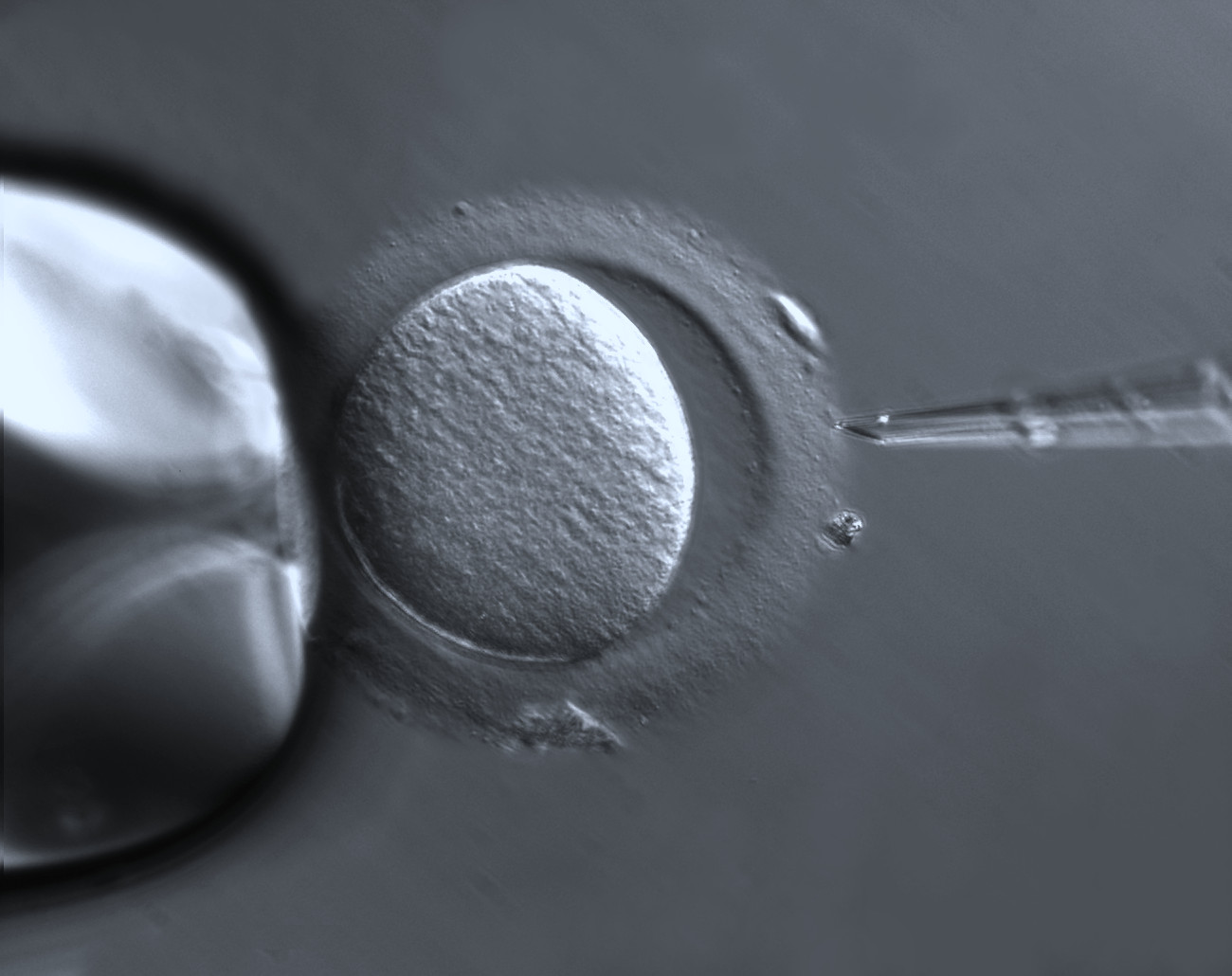
Osłonka przejrzysta

Osłona przejrzysta (łac. zona pellucida) – cienka warstwa galaretowatej substancji pozakomórkowej pomiędzy oocytem a komórkami warstwy ziarnistej.
Osłona przejrzysta to zbudowana z trzech lub czterech produkowanych przez oocyt glikoprotein (w zależności od gatunku zwierzęcia) pozakomórkowa osłona delikatnej komórki jajowej i embrionu w okresie bruzdkowania u ssaków. Jest poprzebijana wypustkami cytoplazmatycznymi komórek warstwy ziarnistej.
Dla plemników zdeponowanych w drogach rodnych samicy osłona przejrzysta stanowi ostatnią barierę do pokonania w procesie zapłodnienia. Glikoproteina ZP3 bierze udział w wiązaniu się plemnika z osłoną przejrzystą i inicjuje reakcję akrosomową, a ZP2 wiąże plemniki po reakcji akrosomowej. Wiązanie się plemników z glikoproteinami osłony przejrzystej jest procesem specyficznym gatunkowo. Po zapłodnieniu w glikoproteinach ZP2 i ZP3 zachodzą zmiany, które uniemożliwiają polispermię.
Dla zarodka jest ona niezbędna do jego prawidłowego rozwoju. Zapłodnienie i rozwój przedimplantacyjny zarodka jest możliwy w przypadku usunięcia osłony przejrzystej w warunkach in vitro, ale in vivo brak tej struktury prowadzi do zaburzeń bruzdkowania, rozproszenia lub zlepiania blastomerów embrionu, czy łączenia z blastomerami innych zarodków. Osłona przejrzysta zapobiega adhezji blastocysty do nabłonka jajowodu, czyli ciąży ektopowej. Przed implantacją w ścianie macicy zarodek musi wydostać się z osłony przejrzystej. W jej przebiciu bierze udział proteaza produkowana przez komórki trofoblastu.